# Ruslan Nurudinov
Ruslan Nurudinov (24 de novembro de 1991) é um halterofilista uzbeque, campeão olímpico. 

## Carreira

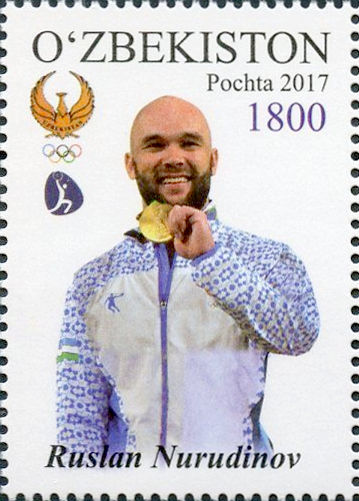
Selo uzbeque de 2017 em homenagem a Ruslan Nurudinov

Ruslan Nurudinov competiu na Rio 2016, na qual conquistou a medalha de bronze na categoria até 105kg.